# Bitwa nad rzeką Ticinus
Bitwa nad rzeką Ticinus – starcie zbrojne, które miało miejsce w listopadzie roku 218 p.n.e. pomiędzy wojskami kartagińskimi dowodzonymi przez Hannibala a wojskami rzymskimi dowodzonymi przez Publiusza Korneliusza Scypiona. Była to pierwsza bitwa stoczona przez Hannibala na terytorium Italii.

## Miejsce bitwy
W przeddzień bitwy Scypion rozbił obóz w rejonie dzisiejszego miasta Piacenza, w miejscu gdzie miała wkrótce powstać kolonia rzymska. Były to tereny, z których Rzymianie właśnie usunęli osiadłych tu Galów. Wobec wybuchu wojny z Kartaginą i spodziewanego ataku Hannibala na Italię senat rzymski przyśpieszył decyzję o założeniu kolonii tu oraz w Cremonie. W obu osadach, założonych na prawie latyńskim, miało się osiedlić po 6 tysięcy obywateli rzymskich. Ponieważ Piacenza miała powstać w zakolu Padu, na prawym brzegu rzeki, trzeba było koniecznie wybudować most na rzece Pad. Liwiusz w swojej relacji myli ten most z innym, wzniesionym na rzece Ticino i oddalonym od tego pierwszego o kilkanaście kilometrów. Z relacji Polibiusza natomiast jasno wynika, że chodzi o dwa mosty: na Padzie koło Piacenzy, oraz na Ticino, w okolicy dzisiejszej Pawii (starożytnego Ticinum). Pawia została wzniesiono prawdopodobnie na miejscu umocnień wybudowanych właśnie przez Scypiona do pilnowania nowego mostu. Dziś w tym miejscu wznosi się most stały. Prawy brzeg rzeki Ticino jest grząski i nie nadaje się do przemieszczania wojska.

## Manewry Rzymian i Hannibala przed bitwą
Po wybudowaniu mostu na rzece Ticino Scypion wkroczył na równinę (obecnie zajętą przez tereny uprawne) i rozbił obóz w odległości 5 mil od Victumulae, w kraju plemienia Insubrów. Na terenie miasteczka Gambolo, na drodze z Vigevano do Pawii, odkryto ślady fosy, która prawdopodobnie ogradzała obóz Rzymian. Scypion jako konsul przejął komendę nad wojskami pretorów Manliusza i Atiliusza. W ten sposób jego siły urosły do 3 legionów, w sumie 20 tysięcy piechoty (w tym około 8 tysięcy oddziałów posiłkowych, tzw. socii) i 4 tysięcy jazdy (z czego połowę stanowili Galowie). W tym samym czasie Hannibal rozbił obóz nieco bardziej w górę rzeki Pad. Ani Hannibal, ani Scypion nie wiedzieli o ruchach i liczebności strony przeciwnej, więc każdy z nich wysłał następnego dnia oddział zwiadowczy: Hannibal 6 tysięcy jazdy (prawdopodobnie całość jeźdźców, jakimi dysponował po przejściu przez Alpy), Scypion całą swoją kawalerię (4 tysięcy), oraz niewielki oddział lekkozbrojnych z oszczepami (velites). Właśnie przydzielenie do oddziału zwiadowczego tych ostatnich zadecydowało o przegranej Rzymian, ponieważ piesi spowalniali ruchy całego oddziału.

## Przebieg starcia
Kiedy formacje zwiadowcze obu stron zauważyły przeciwnika, zaczęły formować szyk. Hannibal obiecał swoim podkomendnym w razie zwycięstwa wolne od podatku ziemie w Italii, Hiszpanii lub Afryce, obywatelstwo kartagińskie dla sprzymierzeńców, a wolność dla wszystkich niewolników. Ciężką jazdę umieścił w centrum szyku, a na skrzydłach lekką, zwrotną jazdę numidyjską, planując przy pomocy tej ostatniej oskrzydlenie lub nawet zajście od tyłu przeciwnika. Scypion zamierzył atak frontalny. Jazda galijska podległa Rzymianom miała osłonić od frontu oszczepników, którzy cisnęliby pociskami w nacierającego wroga, po czym wycofali się na tyły. Kiedy jednak Hannibal ujrzał lekką piechotę wroga, ustawiającą się w szyku, wydał rozkaz natychmiastowej szarży całej swojej jeździe, która stratowała piechurów wroga, zanim zdążyli chociaż raz cisnąć pociskami, ci zaś rzucili się do ucieczki przez szyki stojące za ich plecami. W relacji Liwiusza był to akt tchórzostwa, ale Polibiusz dodaje inne szczegóły. Trzon jazdy Hannibala mianowicie związał szyki Rzymian, dopóki jazda numidyjska zdołała, zgodnie z planem, obejść ich z flanki i uderzyć od tyłu. Niezdolna do manewru, z powodu krępujących jej ruchy piechurów, jazda rzymska rozpadła się na mniejsze grupki, z których część pozsiadała z koni i zaczęła walczyć pieszo.

### Bohaterski wyczyn młodego Scypiona
Konsul Scypion został ciężko ranny i wraz z garstką żołnierzy został osaczony ze wszystkich stron przez wroga. Liczący wówczas 18 lat syn konsula, przyszły Scypion Afrykański, miał wówczas uratować życie swojemu ojcu. Taką wersję wydarzeń podaje większość źródeł; jedynie Lucjusz Celiusz Antypater (II w. p.n.e.), rówieśnik Gajusza Grakchusa, autor monografii o II wojny punickiej, przypisuje ten wyczyn pewnemu niewolnikowi liguryjskiemu. Według relacji Gajusza Leliusza, bliskiego przyjaciela młodego Scypiona, przytoczonej przez Polibiusza, młodzieniec uczestniczył po raz pierwszy w bitwie i ojciec powierzył mu dowództwo oddziału kawalerii (turma) liczącemu 30 ludzi. Według Liwiusza, nie zważając na przestrach innych żołnierzy, młody Scypion rzucił się desperacko na wroga, przebijając się do okrążonego ze wszystkich stron ojca i został w uznaniu za męstwo uhonorowany publicznie przez konsula. Według Pliniusza Starszego otrzymał w obozie pod Piacenzą corona civica, wieniec z liści dębu, przyznawany za uratowanie życia obywatelowi rzymskiemu. Jednak z nieznanych przyczyn odmówił jej przyjęcia.

## Manewry Hannibala i Rzymian po bitwie
Hannibal rozproszył Rzymian, ale nie rzucił się za nimi w pościg, ponieważ Rzymianie mieli znaczną przewagę liczebną nad nim w piechocie stacjonującej w obozie. Scypion zdając sobie sprawę, że Hannibal zorientowawszy się w położeniu przeciwnika wróci nazajutrz z głównymi siłami, wbije się klinem między obóz rzymski a most, biorąc Rzymian w pułapkę i wycinając ich do nogi. Dlatego zwinął obóz jeszcze tej nocy, przeszedł przez most przed świtem i dotarł do Piacenzy, zanim Hannibal wyszedł ze swojego obozu. Zastawszy obóz Rzymian porzucony udał się natychmiast w stronę rzeki i wziął do niewoli 600-osobowy oddział rzymski, pilnujący zerwanego mostu. Porzucił zamiar przeprawy przez Pad w okolicach Piacenzy, narażając się na ostrzał przeciwnika, udał się w górę rzeki, a znalazłszy dogodny bród przeprawił się na prawy brzeg i rozbił obóz 2 dni później. Wcześnie rano, przed brzaskiem, około 2200 galijskich socii w obozie rzymskim zaatakowało najbliżej nich obozujących Rzymian śpiących w namiotach, zabiło ich i z odrąbanymi głowami udało się do obozu kartagińskiego, gdzie przyjęto ich gościnnie. Hannibal rozesłał ich po całej Italii, żeby zmobilizowali wszystkich Galów. Tymczasem Scypion przewidując znowu niekorzystny dla siebie przebieg wydarzeń, zwinął obóz jeszcze tej samej nocy (lub następnej, według wersji Liwiusza) i przemknął się w górę rzeki Pad, prawym brzegiem, na zachód, w tym samym kierunku, skąd nadszedł Hannibal, aby przeprawić się przez rzekę Trebia, prawy dopływ Padu. Następnie zwrócił się na południe wzdłuż lewego brzegu, w kierunku wzgórz, z których wypływa rzeka, w ten sposób, żeby rzeka oddzielała go od Hannibala. Jazda numidyjska wysłana przodem, w celu pościgu za Rzymianami, popełniła błąd tracąc czas na podpalenie obozu, dzięki czemu straż tylna Scypiona zdążyła przeprawić się przez rzekę. Po dojściu do wzgórz po całodziennym marszu, Scypion rozbił obóz na stoku jednego z nich, gdzie mógł wypocząć i zaczekać na nadejście drugiego konsula, Tyberiusza Semproniusza Longusa. Obóz Rzymian stanął najprawdopodobniej na lewym brzegu rzeki, w miejscu określanym przez źródła rzymskie jako „ripa alta” (wysoki brzeg), w którym stanął następnie fort Castello di Rivalta. Na południe od Rivalta rozciągają się wzgórza, które uniemożliwiają dostęp czy rozwinięcie szyku jeździe i piechocie wroga. Hannibal z kolei rozbił obóz na równinie, w pewnej odległości, przyjmując liczne posiłki od plemion galijskich, zamieszkujących Italię. Nadejście Semproniusza Longusa niczego nie zmieniło; w bitwie nad Trebią Rzymianie ponieśli drugą klęskę.

## Źródła historyczne
Relacje o bitwie znajdujemy w III księdze „Dziejów” Polibiusza (203–120 p.n.e.) i XXI księdze historii Liwiusza (59 p.n.e. – 17 n.e.). Różnią się od siebie jedynie pewnymi szczegółami.